# Livorno
Livorno je pristaniško mesto na zahodni obali Toskane (Italija) ob Ligurskem morju. Je glavno mesto Pokrajine Livorno in ima nekaj manj kot 160.000 prebivalcev. Mesto se je kot večetnično in večkulturno pristaniško mesto močno razvilo od druge polovice 16. stoletja dalje. Med drugo svetovno vojno je bilo močno bombardirano. Danes je Livorno med najpomembnejšimi italijanskimi pristanišči ter turistično in industrijsko središče nacionalnega pomena. Mesto slovi po Svetišču Montenero, posvečenem Naši usmiljeni Gospe, zavetnici Toskane,  ter kot rojstni kraj slavnih ljudi, med katerimi so Amedeo Modigliani, Pietro Mascagni, Giovanni Fattori, Carlo Azeglio Ciampi in številni drugi.